# Patriot Sejdiu
Patriot Sejdiu (Pristina, 5 maggio 2000) è un calciatore kosovaro con cittadinanza svedese, attaccante dell'Öster in prestito dal Malmö FF.

## Carriera

### Club
Nato in Kosovo ma cresciuto in Svezia sin dall'età di quattro anni, è un prodotto dei settori giovanili dell'Hörby FF (squadra della cittadina in cui è cresciuto), del Södra Rörums BIK e del Malmö FF. L'8 gennaio 2020 firma il primo contratto professionistico con gli Azzurri; il 30 gennaio viene ceduto in prestito al Dalkurd con cui disputa un campionato di Superettan, la seconda serie nazionale.
Dopo aver terminato anzitempo la stagione per un grave infortunio al ginocchio, che lo tiene fuori per oltre un anno, il 12 novembre 2021 prolunga con il Malmö fino al 2024. Nel corso del campionato di Allsvenskan 2022 colleziona le prime 19 presenze nella massima serie svedese, realizzando 4 reti. Inizia con il Malmö anche il campionato 2023, senza però riuscire a ritagliarsi un posto da titolare. A luglio, poco dopo metà campionato, viene messo fuori squadra per motivi disciplinari.
Pochi giorni più tardi, il 10 agosto 2023, viene girato in prestito annuale agli olandesi del NAC Breda, con cui firma quattro reti e due assist in diciotto presenze nella seconda serie nazionale.
Per il 2024-2025 viene nuovamente ceduto in prestito nel secondo campionato olandese ma questa volta presso un club diverso, ovvero il Roda JC, segnando 4 gol in 30 partite di campionato.
Dopo i due prestiti nei Paesi Bassi, nell'estate 2025 il Malmö lo ha girato fino alla fine dell'anno solare all'Öster, club neopromosso che in quel momento occupava il terzultimo posto nell'Allsvenskan 2025.

### Nazionale
Ha giocato nella nazionale kosovara Under-21.

## Statistiche

### Presenze e reti nei club
Statistiche aggiornate al 4 novembre 2022.
| Stagione        | Club            | Campionato      | Campionato | Campionato | Coppe nazionali | Coppe nazionali | Coppe nazionali | Coppe continentali | Coppe continentali | Coppe continentali | Supercoppe | Supercoppe | Supercoppe | Totale | Totale |
| Stagione        | Club            | Comp            | Pres       | Reti       | Comp            | Pres            | Reti            | Comp               | Pres               | Reti               | Comp       | Pres       | Reti       | Pres   | Reti   |
| --------------- | --------------- | --------------- | ---------- | ---------- | --------------- | --------------- | --------------- | ------------------ | ------------------ | ------------------ | ---------- | ---------- | ---------- | ------ | ------ |
| 2020            | Dalkurd         | S               | 16         | 5          | CS              | 0               | 0               | -                  | -                  | -                  | -          | -          | -          | 16     | 5      |
| 2021            | Malmö           | A               | 0          | 0          | CS              | 0               | 0               | UCL                | 0                  | 0                  | -          | -          | -          | 0      | 0      |
| 2022            | Malmö           | A               | 18         | 4          | CS              | 2               | 0               | UCL+UEL            | 2+3                | 0+1                | -          | -          | -          | 25     | 5      |
| Totale Malmö    | Totale Malmö    | Totale Malmö    | 18         | 4          |                 | 2               | 0               |                    | 5                  | 1                  |            | -          | -          | 25     | 5      |
| Totale carriera | Totale carriera | Totale carriera | 34         | 9          |                 | 2               | 0               |                    | 5                  | 1                  |            | -          | -          | 41     | 10     |

## Palmarès

### Club

#### Competizioni nazionali
- Coppa di Svezia: 1

Malmö FF: 2021-2022